# Mevik
Mevik est une localité du comté de Nordland, en Norvège.

## Géographie
Administrativement, Mevik fait partie de la kommune de Gildeskål.